# Малерба, Франко Эджидио
Фра́нко Эджи́дио Мале́рба (Ph.D., итал. Franco Egidio Malerba; род. 10 октября 1946, Бузалла) — астронавт, первый гражданин Италии в космосе. В ходе единственного полёта, состоявшегося в 1992 году, налетал 7 суток 23 часа 16 минут.

## Образование
- 1965 — лицей Mazzini di Sampierdarena, среднее образование.
- 1970 — Университет Генуи, высшее образование, инженер-электронщик, спец. телекоммуникации.
- 1974 — Университет Генуи, доктор физических наук, спец. биофизика.

## Исследовательская деятельность
- 1970-75 — ассистент Лаборатории биофизики и кибернетики (Генуя) в Национальном исследовательском совете (итал. Consiglio Nazionale delle Ricerche), эксперименты по биофизике мембран.
- 1971 — лектор по кибернетике и теории информации, физический факультет, Университет Генуи.
- 1972 — временный ассистент исследовательского центра Нато Саклант (Ла-Специя), разработка методологии автоматизированного обнаружения сигнала для гидролокаторов.
- 1972-74 — научный сотрудник Национального института здоровья (Бетесда, Мэриленд), исследования в области биофизики фоторецепторов.
- 1977-80 — сотрудник Европейского центра по космическим исследованиям и технологиям (Европейское космическое агентство), участие в разработке и тестировании ES020 — PICPAB, экспериментального оборудования по изучению ионосферной плазмы в рамках проекта Spacelab.

## Военная служба
В 1974-75 годах проходил службу в ВМФ Италии на эсминце San Giorgio. Является офицером запаса.

## Промышленная работа
В 1976-89 годах занимал технические и управленческие позиции в компании Digital Equipment Corporation, в представительствах в Италии и в Европе. В основном, работал в области мультипроцессорных систем (Париж 1976, Милан 1977), конструирования компьютерных сетей (Женева 1981-85), телекоммуникационных технологий (Рим 1986-88, София Антиполис 1989).

## Полёт в космос
Малерба полетел в космос в рамках миссии STS-46 (31 июля 1992 — 7 августа 1992).
Статистика
| # | Стартовый корабль | Старт, UTC        | Экспедиция | Корабль посадки | Посадка, UTC      | Налёт                     | Выходы в открытый космос | Время в открытом космосе |
| - | ----------------- | ----------------- | ---------- | --------------- | ----------------- | ------------------------- | ------------------------ | ------------------------ |
| 1 | Атлантис STS-46   | 31.07.1992, 13:56 | STS-46     | Атлантис STS-46 | 08.08.1992, 13:11 | 07 суток 23 часа 15 минут | 0                        | 0                        |

## Личная жизнь
Женат, имеет одного ребёнка. Знает итальянский, английский и французский языки. Увлекается скалолазанием, лыжами и теннисом.
В его честь назван астероид №9897.